# Adam Gebrian
Adam Gebrian (* 9. května 1979 Boskovice) je český architekt, teoretik, propagátor, kritik architektury a její fanoušek, jak sám o sobě tvrdí. Namísto vlastního navrhování staveb se vědomě rozhodl pro propagaci architektury a za tuto „neúnavnou publikační a diskuzní aktivitu ve veřejném prostoru směřující ke zvyšování povědomí o architektonické kultuře“ získal v roce 2015 titul Architekt roku. Od léta roku 2018 spolupracuje s novou internetovou televizí MALL.TV.

## Životopis
Narodil se v Boskovicích, ale dětství prožil ve Zlíně. V roce 2006 absolvoval Fakultu umění a architektury Technické univerzity v Liberci, díky Fulbrightovu stipendiu postgraduálně studoval na Southern California Institute of Architecture (SCI-Arc) v Los Angeles (absolvoval v roce 2008).

### Kariéra
Adam Gebrian pracoval v architektonických kancelářích Maxwan, Dominique Perrault Architecture, A69 a Bamber & Reddan. V letech 2007 až 2014 byl členem redakční rady časopisu Era 21. Od roku 2009 je moderátorem vlastního pořadu Bourání na Radiu Wave. Psal týdenní seriál o architektuře pro Lidové noviny a pro Respekt, poté pro Hospodářské noviny. Byl jedním z hlavních přispěvatelů skupinového blogu (nejen) o architektuře archit.cz. Podílel se na projektu Ostrava 2015. Je jedním z autorů Centra architektury a městského plánování (CAMP) v Praze, které sídlí v budově Institutu plánování a rozvoje hl. m. Prahy.
V roce 2010 byla postavena jeho první a jediná realizace v podkrkonošské Jilemnici. Jedná se o rodinný dům čp. 1229.
Na internetové televizi Stream.cz uváděl svůj pořad Gebrian versus, ve kterém se zabýval hlavně architekturou ve veřejném prostoru a novými stavbami placenými z veřejných zdrojů. V novějších dílech pořadu se zabývá také zahraničními stavbami a projekty.
Od léta 2018 spolupracuje s internetovou televizí MALL.TV, na které uvádí dva pořady o architektuře. Pořad Překvapivé stavby koncepčně volně navazuje na původní Gebrian versus na Streamu. Druhý pořad s názvem Gebrian: PLUS/MINUS prezentuje krátké, cca dvouminutové postřehy zpravidla s různými detaily z veřejných prostor, například využití telefonní budky jako reklamní plochy, nebo instalace dvou sloupů s různým účelem na jedno místo.
Vyučuje na soukromé škole architektury ARCHIP a na Prague Institute. Podílí se na organizaci multioborové setkávací akce Pecha Kucha Night.

### Osobní život
Na studiích v Liberci se seznámil se svou budoucí manželkou, umělkyní Markétou Gebrian (* 1981). Žili v Amsterdamu, Rotterdamu, Paříži, Londýně, Los Angeles a v Praze. Vzali se v roce 2011, v listopadu roku 2015 se jim narodil syn Filip.

## Ocenění
- Architekt roku (2015)